# 箸尾為国
箸尾 為国（はしお ためくに）は、室町時代後期から戦国時代にかけての武将。大和国の国人。箸尾宗信の子。幼名は藤徳丸。官位は上野介。

## 略歴
応仁の乱の直後に父が急死した為、後を継いで筒井氏と協力して越智家栄と戦った。
しかし文明7年（1475年）、筒井氏と共に万歳氏を攻撃したが、逆に大敗北となり、箸尾氏は深刻な被害を受けた。文明9年（1477年）、畠山義就が畠山政長勢を破ると、大和でも義就方が攻勢に出て、為国・筒井順尊・十市遠清ら筒井党は総崩れとなった。以後、箸尾氏らは復帰の為の戦いを繰り広げたが、筒井方は劣勢であり、文明19年（1487年）、為国は越智氏方に降参した。以後、大和では越智党の優勢が続いた。
畠山義就が延徳2年（1490年）に死去すると、後を継いだ基家は明応2年（1493年）に10代将軍・足利義稙を奉じた政長に攻め込まれるが、留守を突いた細川政元に敗れた政長は自害した（明応の政変）。同年、越智家栄は大和国衆を率いて上洛したが、為国はその中に入っていた。永正3年（1506年）の安位寺再建の奉加帳に名前が載っているが、以降の消息は不明。同族に筒井順慶に仕えた箸尾高春がいる。